# کارلوس کامنی
ادریس کارلوس کامنی (فرانسوی: Idriss Carlos Kameni‎؛ زادهٔ ۱۸ فوریهٔ ۱۹۸۴) یک بازیکن فوتبال اهل کامرون است.
وی همچنین در تیم ملی فوتبال کامرون بازی کرده‌است.